# Joe Sacco (Eishockeyspieler)
Joseph William „Joe“ Sacco (* 4. Februar 1969 in Medford, Massachusetts) ist ein ehemaliger US-amerikanischer Eishockeyspieler und derzeitiger -trainer. Während seiner aktiven Zeit als Spieler von 1987 bis 2003 spielte Sacco unter anderem in über 750 Partien für die Toronto Maple Leafs, Mighty Ducks of Anaheim, New York Islanders, Washington Capitals und Philadelphia Flyers in der National Hockey League (NHL). Aktuell ist er seit Juni 2025 als Assistenztrainer bei den New York Rangers tätig. Sein jüngerer Bruder David Sacco war ebenfalls professioneller Eishockeyspieler.

## Karriere als Spieler
Joe Sacco wurde bereits als High-School-Spieler im NHL Entry Draft 1987 in der vierten Runde als insgesamt 71. Spieler von den Toronto Maple Leafs ausgewählt. Nachdem er drei Jahre lang für die Mannschaft der Boston University aktiv gewesen war, gab der Angreifer in der Saison 1990/91 sein Debüt in der National Hockey League für die Maple Leafs. In seinem Rookiejahr gab er in 20 Spielen fünf Vorlagen, lief jedoch hauptsächlich für das damalige Farmteam der Kanadier, die Newmarket Saints aus der American Hockey League, auf. Nachdem der Linksschütze in den folgenden beiden Jahren zunächst ein Jahr im US-amerikanischen Eishockeyverband USA Hockey verbracht hatte und erneut zwischen dem NHL-Team der Leafs sowie ihrem neuen AHL-Farmteam St. John’s Maple Leafs gependelt war, wurde er im NHL Expansion Draft 1993 von den neu gegründeten Mighty Ducks of Anaheim verpflichtet, bei denen er in den folgenden fünf Spielzeiten einen Stammplatz hatte.
Am 6. Februar 1998 wurde Sacco zusammen mit Jean-Jacques Daigneault und Mark Janssens im Tausch für Travis Green, Doug Houda und Tony Tuzzolino zu den New York Islanders transferiert, für die er in den folgenden eineinhalb Jahren in insgesamt 98 Spielen neun Scorerpunkte erzielte. Anschließend erhielt er als Free Agent einen Vertrag bei deren Ligarivalen Washington Capitals, für die er bis 2002 regelmäßig auf dem Eis stand. Nach seinem Vertragsende in der US-amerikanischen Hauptstadt blieb der Flügelspieler zunächst ein halbes Jahr vereinslos, ehe er im Januar bei den Philadelphia Phantoms aus der AHL und kurz darauf bei deren Kooperationspartner, den Philadelphia Flyers aus der NHL, unterschrieb. Für letztere erzielte er bis Saisonende in insgesamt 38 Spielen insgesamt sechs Scorerpunkte, darunter ein Tor. Im Anschluss an diese Spielzeit beendete Sacco nach 16 Jahren seine aktive Laufbahn.

### International
Für die Vereinigten Staaten nahm Sacco an der Junioren-Weltmeisterschaft 1989 sowie den Weltmeisterschaften 1990, 1991, 1992, 1994, 1996 und 2002 teil. Des Weiteren stand er im Aufgebot der USA bei den Olympischen Winterspielen 1992 in Albertville.

## Karriere als Trainer
In der Saison 2005/06, zwei Jahre nach seinem Rücktritt vom Eishockeysport, wurde Sacco als Assistenztrainer der Lowell Lock Monsters, einem Farmteam der Colorado Avalanche, engagiert. Am 7. Mai 2007, nach zwei Jahren als Assistent, wurde Sacco zum Cheftrainer benannt. Er übernahm die Lake Erie Monsters, das neue AHL-Team der Colorado Avalanche.
Am 4. Juni 2009, einen Tag nachdem die Avalanche Cheftrainer Tony Granato entlassen hatte, wurde Sacco befördert und als neuer Cheftrainer der Colorados für die Saison 2009/10 vorgestellt. Seine derzeitigen Assistenten sind die Ex-Spieler Sylvain Lefebvre, Steve Konowalchuk und Adam Deadmarsh. In der ersten Saison als Headcoach der Avalanche gelang es Joe Sacco mit der Avalanche die Playoffs zu erreichen, nachdem Colorado in der Spielzeit zuvor den letzten Platz der Western Conference belegt hatte. Für diese Leistung wurde er für den Jack Adams Award nominiert, die alljährlich an den besten Trainer der NHL übergeben wird. Sacco wurde als drittbester Coach der NHL ausgezeichnet, den Pokal gewann der Trainer der Phoenix Coyotes, Dave Tippett. In den folgenden drei Spielzeiten verpasste Sacco mit der Avalanche die Play-offs. Nachdem Colorado am Ende der NHL-Saison 2012/13 den letzten Platz der Western Conference belegt hatte, wurde er am 28. April 2013 vom Cheftrainerposten enthoben. Wenige Tage zuvor wurde er zum Cheftrainer der US-Nationalmannschaft berufen – nachdem er 2009 und 2010 schon als Assistenztrainer der Auswahl gearbeitet hatte – und gewann mit dieser bei der Weltmeisterschaft 2013 die Bronzemedaille.
Im Juli 2013 wurde Sacco in der Funktion als Assistenztrainer von den Buffalo Sabres engagiert. Nach einer Saison in Buffalo wechselte Sacco in gleicher Funktion zu den Boston Bruins, wo er sich langfristig in deren Trainerstab etablierte. Als Cheftrainer Jim Montgomery im November 2024 entlassen wurde, engagierten die Bruins Sacco interimsweise als dessen Nachfolger. Die feste Nachfolge übernahm wenig später allerdings Marco Sturm, sodass sich Sacco im Juni 2025 als Assistenztrainer den New York Rangers anschloss.

## Erfolge und Auszeichnungen
- 1996 Bronzemedaille bei der Weltmeisterschaft
- 2013 Bronzemedaille bei der Weltmeisterschaft (als Cheftrainer)

## Karrierestatistik

### International
Vertrat die USA bei:
| - Junioren-Weltmeisterschaft 1989 - Weltmeisterschaft 1990 - Weltmeisterschaft 1991 - Olympischen Winterspielen 1992 | - Weltmeisterschaft 1992 - Weltmeisterschaft 1994 - Weltmeisterschaft 1996 - Weltmeisterschaft 2002 |

(Legende zur Spielerstatistik: Sp oder GP = absolvierte Spiele; T oder G = erzielte Tore; V oder A = erzielte Assists; Pkt oder Pts = erzielte Scorerpunkte; SM oder PIM = erhaltene Strafminuten; +/− = Plus/Minus-Bilanz; PP = erzielte Überzahltore; SH = erzielte Unterzahltore; GW = erzielte Siegtore; 1 Play-downs/Relegation; Kursiv: Statistik nicht vollständig)

### Trainerstatistik
(Legende zur Trainerstatistik: Sp oder GC = Spiele insgesamt; W oder S = erzielte Siege; L oder N = erzielte Niederlagen; T oder U = erzielte Unentschieden; OTL oder OTN = erzielte Niederlagen nach Overtime oder Shootout; Pts oder Pkt = erzielte Punkte; Pts% oder Pkt% = Punktquote; Win% = Siegquote; Resultat = erreichte Runde in den Play-offs)